# Gerostraße 2 (Gernrode)

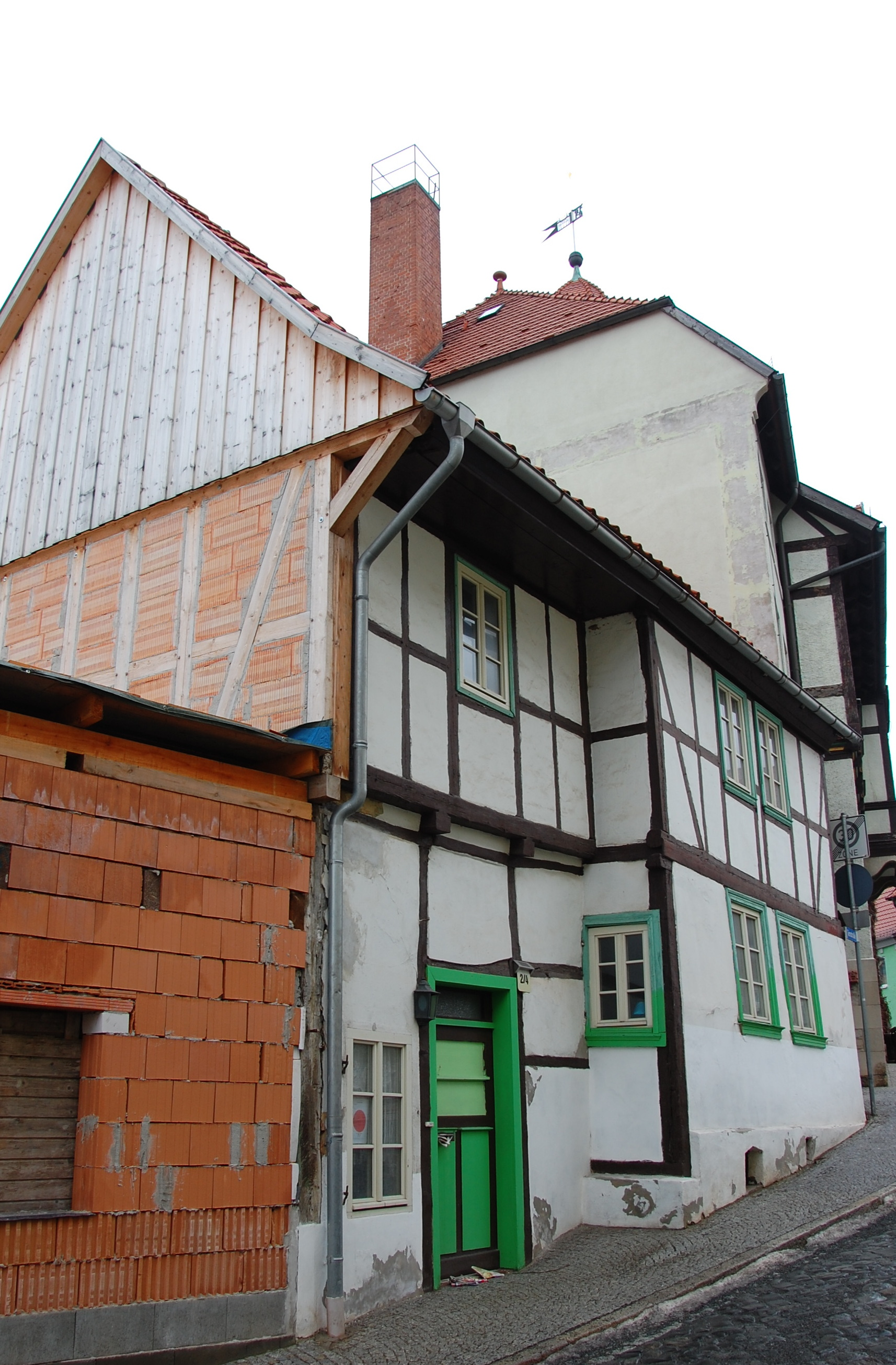
Haus Gerostraße 2

Das Haus Gerostraße 2 ist ein denkmalgeschütztes Gebäude in der Stadt Quedlinburg in Sachsen-Anhalt gehörenden Ortsteil Stadt Gernrode.

## Lage
Das Gebäude befindet sich in der Gernröder Altstadt auf der Nordseite der Gerostraße und ist im örtlichen Denkmalverzeichnis als Wohnhaus eingetragen. Östlich grenzt das gleichfalls denkmalgeschützte Rathaus Gernrode an. 

## Architektur und Geschichte
Das kleine zweigeschossige Fachwerkhaus entstand in der zweiten Hälfte des 18. Jahrhunderts. Die äußere Erscheinung des Hauses ist durch die Unregelmäßigkeit des Baus geprägt. So passt sich die Bebauung der nach Osten ansteigenden Straße an. Darüber hinaus springt die Fassade in der Westhälfte des Hauses zurück.
Bis zum 31. Dezember 2011 lautete die Adresse des Hauses Bergstraße 2.